# Madridejos (Spanyolország)
Madridejos egy község Spanyolországban, Toledo tartományban. Madridejos Villacañas, Villafranca de los Caballeros, Camuñas, Herencia, Villarrubia de los Ojos, Consuegra, Turleque és Tembleque községekkel határos. Lakosainak száma 10 102 fő (2024).

## Népesség
A település népessége az utóbbi években az alábbiak szerint változott:
| Lakosok száma | 10 544 | 10 860 | 11 195 | 11 404 | 11 206 | 10 970 | 10 637 | 10 453 | 10 202 | 10 102 |
|               | 2001   | 2004   | 2007   | 2009   | 2012   | 2014   | 2017   | 2019   | 2022   | 2024   |